# Лоацоло
Лоацо̀ло (на италиански: Loazzolo; на пиемонтски: Loasseu, Лоасеу) е село и община в Северна Италия, провинция Асти, регион Пиемонт. Разположено е на 430 m надморска височина. Населението на общината е 342 души (към 2010 г.).